# 比萊 (瑞士)
比莱（法語：Bullet，法語發音：[bylɛ] ⓘ）是瑞士联邦西部法语区的沃州下设的一个镇。在行政上属于沃州北汝拉区管辖。比莱的总面积为16.83平方公里。截至2007年，总人口为566。

## 地理
平均海拔超过1000米，是一处滑雪胜地。